# Gerlach Royen
Gerlach Royen (Valkenburg, 18 oktober 1880 – Utrecht, 4 februari 1955) was een Nederlands taalkundige.
Royen volgde bij de Minderbroeders in Sittard een gymnasiumopleiding en de leergangen theologie en filosofie. Even voor zijn 18de verjaardag in 1898 trad hij toe tot de Orde der Franciscanen en nam in plaats van zijn doopnamen Nikolaus Jakobus Hubertus de kloosternaam Gerlach aan. De priesterwijding volgde in 1905. 
Van 1905-1911 was hij leraar aan het gymnasium van de Franciscanen in Venray, waarna hij van 1911 tot 1914 en van 1920-1922 aan de Rijksuniversiteit Leiden Nederlandse letteren en indogermanistiek studeerde. In 1926 promoveerde Royen in Leiden bij C.C. Uhlenbeck cum laude tot doctor in de letteren en wijsbegeerte op een proefschrift dat een beknopte voorpublicatie was van zijn in 1929 verschenen monumentale werk Die nominalen Klassifikations-Systeme in den Sprachen der Erde. Van 1914-1932 was hij leraar aan het middelbaar onderwijs in Heerlen. In 1932 werd hij buitengewoon en in 1943 tot zijn emeritaat in 1951 gewoon hoogleraar vergelijkende en algemene taalwetenschap aan de Rijksuniversiteit Utrecht.
In grote lijnen is Royens linguïstische arbeid in een drietal fasen te verdelen. Aan het begin stond zijn onderzoek naar de mechanismen achter de genustoekenning van nomina in talen in algemene zin en in de Indo-Europese talen in het bijzonder, hoewel dit vraagstuk hem zijn gehele leven heeft beziggehouden en in dat opzicht was zelfs de bovengenoemde omvangrijke studie uit 1929 niet meer dan een verkenning. Aan het eind was er zijn steeds uitdijende en onvoltooid gebleven morfologische studie Buigingsverschijnselen in het Nederlands en tussen beide in stond zijn onvermoeid ijveren voor de invoering van Kollewijns nieuwe (fonetischere) spelling in de jaren dertig en veertig van de twintigste eeuw (of misschien ageerde hij veeleer tegen de oude spelling).
Royen was een vruchtbaar auteur van een twintigtal titels en honderden artikelen over alle aspecten van de taal en in al die publicaties slaagde hij erin de per definitie droge stof toegankelijk te verwoorden, niet zelden met een ondertoon van ironie. Voorbeelden daarvan zijn de brochures en artikelen over spellingvernieuwing en –vereenvoudiging en zijn felle dispuut hierover met collega Jac. van Ginneken, die in tegenstelling tot Royen voorstander was van een meer op het geschreven in plaats van het gesproken woord gebaseerde spellingwijze. Die spellingstrijd kan men nauwkeurig volgen in de grote verzamelbundel Taalrapsodie uit 1953. 
Behalve in genoemde bundel, die ook Royens eerste aanzet tot een analyse van het classificatieverschijnsel bevat uit 1914, zijn veel van de meer populaire artikelen die hij in de jaren dertig schreef voor een tweetal weekbladen opgenomen in Taalpanoptikum (1948). In Ongaaf Nederlands (1941) veegt Royen de vloer aan met auteurs als Charivarius en Haje en instanties als het Genootschap Onze Taal en Taalwacht, die het Nederlands "van vreemde smetten vrij" trachtten te houden.
Het standaardwerk Buigingsverschijnselen in het Nederlands (1947-1954) is ongetwijfeld Royens opus magnum. In vijf dikke delen laat hij de flexieverschijnselen – of wat daarvan nog rest, "onze moedertaal is een sterk gedeflecteerde taal", zoals hij schrijft – "in al hun grilligheden, werkelijke en gefantaseerde grilligheden, voor onze ogen plaatsgrijpen." De verrassend heldere stijl, die ook nu nog springlevend is, maakt het werk, hoezeer ook steunend op gedateerd materiaal, nog zeer leesbaar. Het geldt dan nog alleen de naamwoorden; aan de "gebeurwoorden", zoals Royen die noemde, is hij niet meer toegekomen. 
In 1955 overleed Royen, al jaren ernstig ziek, op 74-jarige leeftijd in Utrecht. 

## Werk
- De jongere veranderingen van het indogermaanse nominale drieklassensysteem (proefschrift). 's-Hertogenbosch: Malmberg, 1926.
- De vereenvoudigde spelling tegen de jongste aanvallen verdedigd. Tilburg: Gianotten, [1928].
- Die nominalen Klassifikations-Systeme in den Sprachen der Erde. Historisch-kritische Studie, mit besonderer Berücksichtigung des Indogermanischen. Mödling bei Wien: Administration des "Anthropos", 1929.
- Vereenvoudiging, 'n wetenschappelike, 'n pedagogiese eis. [Purmerend, 1930].
- Kollewijn-spelling en taalwetenschap. Tilburg: R.K. Jongensweeshuis, 1930.
- Simplisme en dilettantisme. Inaugurele rede Universiteit van Utrecht. Utrecht-Nijmegen: Dekker & Van de Vegt, 1932.
- Spraak en taal. Amsterdam: Noord-Hollandsche Uitgevers Maatschappij, 1933.
- Het seksuele-N-komplex, Purmerend: Muusses, 1934.
- Pronominale problemen in het Nederlands. Tilburg: R.K. Jongensweeshuis, 1935.
- Grammatiese kategorieën bij het naamwoord. Amsterdam: Noord-Hollandsche Uitgevers Maatschappij, 1936.
- Voornaamwoordelijke aanduiding. [Purmerend: Muusses, 1936].
- Bijgedachten en botsingen in taal. 's-Hertogenbosch: Teulings, 1939.
- Ongaaf Nederlands. Amsterdam: Noord-Hollandsche Uitgevers Maatschappij, 1941.
- Taalkundig inzicht voor school en leven. Tilburg: R.K. Jongensweeshuis, 1947.
- Buigingsverschijnselen in het Nederlands I, II, III/1ste stuk, III/2de stuk, IV. Amsterdam: Noord-Hollandsche Uitgevers Maatschappij, 1947, 1948, 1952, 1953, 1954.
- Kernproblemen van de Nederlandse klassifikatie: divergentie van d e r en h a a r. Amsterdam: Noord-Hollandsche Uitgevers Maatschappij, 1948.
- Taalpanoptikum. Utrecht-Brussel: Het Spectrum, 1948.
- Romantiek uit het spellingtournooi. Utrecht-Nijmegen: Dekker & Van de Vegt, 1949.
- In andermans vaarwater. Utrecht-Brussel: Het Spectrum, 1950.
- Intonatie en grammatische funktie in het Nederlands. Amsterdam: Noord-Hollandsche Uitgevers Maatschappij, 1952.
- Taalrapsodie. Bussum: Brand, 1953.
- Het kollektieve speelt in het Nederlands zijn eigen rol. Diskongruentie en kollektiviteit. Amsterdam: Noord-Hollandsche Uitgevers Maatschappij, 1953.
- Latijn en Grieks dat wij allen spreken. Amsterdam: Paris, 1954.